# 鸡公木蓝
鸡公木蓝（学名：Indigofera jikongensis）为豆科木蓝属下的一个种。

## 扩展阅读
- 維基物種上的相關：鸡公木蓝